# دووگوخوژله
دووگوخوژله (به لهستانی:  Długochorzele) یک روستا در لهستان است که در گمینا پروستکی واقع شده‌است.